# Bihor (župa)
Bihor (maďarsky Bihar) je župa v severozápadní části Rumunska, v Partiu. Žije zde přibližně 551 tisíc obyvatel. Jejím hlavním městem je Oradea (Velký Varadín).

## Charakter župy
Sousedy župy Bihor jsou na severu župa Satu Mare a Maďarsko, na východě župy Sălaj, Cluj a Alba, na jihu pak župa Arad. Celé území je velmi nejednotného charakteru, zatímco u západní hranice se jedná v podstatě o Velkouherskou nížinu, na východě nadmořská výška vystupuje až k 1800 m; nachází se zde hřbet Munții Bihor, součást pohoří Munții Apuseni. V horách pramení mnohé řeky, jakými jsou například Crișul Negru a jeho přítoky. Dalšími významnými toky jsou pak Crișul Repede a Barcău.

## Ekonomika
Ekonomicky je Bihor jedna z nejbohatších Rumunských žup. Díky přílivu investic z Maďarska a dalších západních zemí Evropy je místní HDP nad celorumunským průměrem. Nezaměstnanost je jednociferná a počet obyvatel pod hranicí chudoby je jen někde mezi jednou čtvrtinou a pětinou. Hlavními průmyslovými odvětvími Bihoru je textil, potravinářství a strojírenství. Těží se černé uhlí a v menší míře i ropa.

## Města
- Oradea (hlavní)
- Beiuș
- Marghita
- Salonta
- Aleșd
- Nucet
- Săcueni
- Ștei
- Valea lui Mihai
- Vașcău